# 1528
Cette page concerne l'année 1528  du calendrier julien.
L'année 1528 est une année bissextile qui commence un mercredi.

## Événements
- 27 mars : les banquiers allemands Welser obtiennent de Charles Quint une concession sur le Venezuela[1].
- 30 mars : le navigateur espagnol Álvaro de Saavedra arrive à Tidore, aux Moluques après un voyage à partir de la Nouvelle-Espagne à travers la Mélanésie, le long des côtes nord de Manus et de Nouvelle-Guinée[2]. Il ne parvient pas à retourner au Mexique et meurt le 19 octobre 1529[3].

- 11 avril : les Espagnols Pánfilo de Narváez et Cabeza de Vaca débarquent en Floride[4].
- Mai : arrivée de Cortés à Palos (Espagne). Accusé de rébellion, il parait devant le Conseil des Indes. Il rencontre Charles Quint à Tolède et réussit à se justifier. Le 6 juillet, il est nommé marquis de la vallée d’Oaxaca et amiral de la mer du Sud avec mission de procéder à des découvertes[5]. Il repart au Mexique (1530) jusqu’en 1540.

- Été : Francisco Pizarro se rend à Séville. Il est jeté en prison pour dette sur les instances du bachelier Enciso. Cortés le tire d’embarras, et il rencontre Charles Quint à Tolède (été 1529), qui le nomme gouverneur du Pérou, baptisé Nouvelle-Castille[6].

- 26 septembre : victoire des Séfévides sur les Ouzbeks à Djam[7].
- Octobre : premier autodafé du Nouveau Monde à Mexico[8].
- 17 novembre[9] : les Portugais pillent à nouveau Mombasa, en Afrique orientale.
- 9 décembre : Nuño Beltrán de Guzmán est nommé président de la première Audiencia de Nouvelle-Espagne à Mexico[10].

- Askia Mohammed, Empereur songhaï, est détrôné par son fils Monzo Moussa[11]. Celui-ci n’arrive pas à imposer son autorité à ses frères. Il décime une grande partie des prétendants au trône, mais est tué à son tour en 1531.
- Jean de Witte (Ubite), dominicain, est nommé évêque de Santiago de Cuba.  Il y reste deux ans avant de revenir à Bruges[12].

### Europe
- 6-26 janvier : dispute de Berne[13]. Le 7 février, le conseil de Berne adopte la réforme zwinglienne sous l’action de Berchtold Haller (de) et de Franz Kolls, curé de Berne[14].
- 8 janvier : Ferdinand Ier supprime l’office de trésorier en Hongrie pour lui substituer une chambre hongroise (dicasterium)[15].
- 12 janvier : Gustav Vasa est sacré roi de Suède[16].
- 22 janvier, Burgos : François Ier et Henri VIII déclarent conjointement la guerre à Charles Quint[17]. Henri VIII d'Angleterre se rapproche de la France. Il échoue cependant dans son engagement dans la guerre contre Charles Quint.

- 3 février : ouverture du Concile de Sens ou de Paris (fin le 9 octobre). Il condamne les idées de Luther. Les conciles de Lyon et de Bourges (21 mars) font de même[18].
- 20 février : traité d'alliance contre l'Autriche entre Jean Zapolya et le sultan Süleyman Ier[19]. Après les succès de Ferdinand Ier en Hongrie. Jean Zapolya s’enfuit en Pologne. L’ambassadeur du roi de France François Ier lui conseille de faire appel à Süleyman Ier pour lutter contre les Habsbourg.

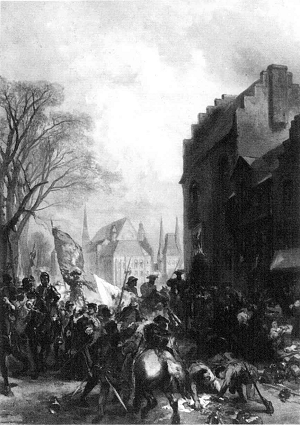
6 mars : sac de La Haye

- 6 mars : sac de La Haye par le maréchal de Gueldre Maarten van Rossum[20].
- 10 mars : le prédicateur anabaptiste Balthazar Hubmaïer (1485-1528), fondateur d’une communauté à Nikolsburg, en Moravie, est exécuté à Vienne. Son disciple Jacob Hutter s’efforce de reconstituer la communauté des frères de Moravie au Tyrol jusqu’à son exécution en 1536[21].
- 15 mars : lettres patentes du roi de France à la municipalité parisienne annonçant sa décision de résider à Paris[22]. En France, le centre du pouvoir royal se déplace du val de Loire vers la région parisienne[23].

- 1er mai : début du siège de Naples par les Français de Lautrec[24].
- 28 mai : le vice-roi de Naples Hugues de Moncade est tué dans le combat naval de Capo d'Orso, dans le golfe de Salerne, alors qu'il tente de briser le blocus de la ville par la flotte génoise de Filippino Doria, neveu d'Andrea Doria[24].

- Nuit du 31 mai au 1er juin : des partisans de la Réforme protestante mutilent une statue de la Vierge à Paris, suscitant l'émotion de la population parisienne et de François Ier[25].

- 10 juillet : l'évêque de Bâle quitte la ville devant les progrès de la Réforme pour s'établir à Porrentruy[26].
- 20 juillet : Andrea Doria abandonne le parti français et rejoint Charles Quint qui lui accorde la libération de Gênes[24].
- 12 août : érection du comté de Guise en duché-pairie[27]. Claude de Lorraine (1496-1550) devient duc de Guise.
- 15-16 août : mort de Lautrec, victime avec ses troupes d’une épidémie au siège de Naples[17]. Déroute de la France en Italie.
- 30 août : l'armée française capitule à Aversa (Italie) et se retire de Naples et de Gênes[28].
- 31 août : la mutilation d’une statue de la Vierge à Paris provoque la colère du roi de France, qui prend part à une procession expiatoire le jour de la Fête-dieu (11 juin). La Vierge est remplacée par une statue en argent massif[17].

- 12 septembre : Andrea Doria chasse les Français de Gênes avec l'aide de la flotte impériale[24].
- 3 et 20 octobre : traités de Gorcum ou Gorinchem. Charles Quint reprend l’Overijssel et Utrecht et reconnaît le duc Charles de Gueldre[29].
- 12 décembre : Ubert Cattanéo est élu doge de Gênes (fin en 1530)[30]. Une nouvelle constitution oligarchique est instituée à Gênes. Les doges sont élus tous les deux ans parmi 28 factions réunies autour d'une famille patricienne (alberghi).
- Décembre : disgrâce de Jean Lallemand, secrétaire de Charles Quint[31].

- Disette en Toscane : Florence ferme ses portes aux paysans affamés de son territoire[32].
- Venise s’installe à Bari mais ne peut s’y maintenir[32].
- L’évêque de Linköping, Hans Brask (sv), craignant pour sa vie, se retire dans le couvent polonais de Landa[14].
- Fondation par Costolamo Miami et Jérôme Emilien de l’ordre régulier des Somasques, voués à l’assistance[14].
- Calvin étudie le droit à l’université d’Orléans puis à celle de Bourges (fin en 1533)[33].
- Olaus Petri publie un missel puis un psautier en langue suédoise (1528-1529)[34].
- Le paysage du mont Sinaï du Mariage mystique de Sainte Catherine peint par Lorenzo Lotto est découpé et emporté par un soldat de François 1er.
- Dernière expédition de Giovanni da Verrazzano en Amérique pour le compte de François 1er. Il est mangé par des anthropophages en Guadeloupe.

## Naissances en 1528
- 10 février : Pierre de Versoris, avocat au Parlement de Paris, chef du conseil d'affaires de la maison de Guise et garde de leurs sceaux, député du Tiers état aux États généraux de 1576-1577 († 25 décembre 1588).
- 29 février :
  - Albert V de Bavière, duc de Bavière († 24 octobre 1579).
  - Domingo Báñez, frère dominicain et théologien espagnol († 1604).

- 10 mars : Akechi Mitsuhide, samouraï de la période Sengoku de l'histoire du Japon († 2 juillet 1582).
- 25 mars : Jakob Andreae, théologien luthérien allemand († 7 janvier 1590).

- 10 juin : Thomas Percy, 7e comte de Northumberland († 22 août 1572).
- 21 juin : Antoine de Crussol, chef militaire protestant durant les guerres de religion († 14 août 1573).
- 27 juin : Gillis Mostaert, peintre flamand († 28 décembre 1598).
- 29 juin : Jules de Brunswick-Wolfenbüttel, duc de Brunswick-Lunebourg († 3 mai 1589).

- 7 juillet : Anne d'Autriche, reine de Hongrie et de Bohême († 15 octobre 1590).
- 8 juillet : Emmanuel-Philibert de Savoie, duc de Savoie et prince de Piémont († 30 août 1580).

- 10 août : Éric II de Brunswick-Calenberg-Göttingen, duc de Brunswick-Lunebourg († 17 novembre 1584).
- 25 août : Luis de Zúñiga y Requesens, gouverneur des Pays-Bas espagnols († 5 mars 1576).

- 17  septembre : Jacques du Breul, moine bénédictin français († 17 juillet 1614).

- 4 octobre : Francisco Guerrero, compositeur espagnol († 8 novembre 1599).
- 10 octobre : Adam Lonitzer, botaniste, naturaliste et médecin allemand († 29 mai 1586).

- 12 novembre : Qi Jiguang, général chinois († 5 janvier 1588).
- 16 novembre : Jeanne d'Albret, reine de Navarre († 9 juin 1572).

- Date précise inconnue :
  - Atagi Fuyuyasu, samouraï de la période Sengoku de l'histoire du Japon († 17 juin 1564).
  - Federico Barocci, peintre maniériste et graveur italien († 30 septembre 1612).
  - Rémy Belleau, poète français de la Pléiade († 6 mars 1577).
  - Paolo Boï,  maître d'échecs italien († 1598).
  - Jean-Jacques Boissard, antiquaire et poète néolatin français († 30 octobre 1602).
  - Pedro Luis Garceran de Borja, noble espagnol,  marquis de Navarrés et quatorzième et dernier maître de l’Ordre de Montesa († 20 mars 1592).
  - Théodore de Bry, joaillier-graveur liégeois[35] († 27 mars 1598).
  - Paolo Caliari, dit Paul Véronèse, peintre italien[35] († 19 avril 1588).
  - Jean Dehem, Minime français († 1562).
  - Dorothée de Danemark, princesse dano-norvégienne et Duchesse consort de Mecklembourg († 11 novembre 1575).
  - Jean d'Espinay, homme de guerre français et chevalier de l'ordre de Saint-Michel († 1591).
  - Henri Estienne, imprimeur, philologue, helléniste et humaniste français († 1598).
  - António Ferreira, poète portugais († 29 novembre 1569).
  - Anuce Foës, humaniste, helléniste et philologue français († 1595).
  - Paul de Foix, archevêque de Toulouse, diplomate et conseiller de la reine Catherine de Médicis († 1584).
  - Pedro da Fonseca, jésuite, théologien, philosophe et écrivain portugais († 4 novembre 1599).
  - Ulrich Fugger, religieux allemand († 1584).
  - Juan de Garay, conquistador espagnol († 1583).
  - Muhyi-i Gülşeni, derviche turc, poète et inventeur de la langue construite Bâleybelen († 1604).
  - Catharina van Hemessen, peintre flamande († après 1587).
  - Honda Hirotaka, samouraï de la fin de la période Sengoku de l'histoire du Japon († 3 février 1598).
  - Bernardino India, peintre maniériste italien († 1590).
  - André Kourbski, ami intime et général du tsar Ivan le Terrible avant de devenir l'un de ses plus farouches opposants († mai 1583).
  - Pedro Mariño de Lobeira, militaire et écrivain espagnol († 1594).
  - Maeno Nagayasu, samouraï de la fin de la période Sengoku de l'histoire du Japon († 22 septembre 1595).
  - Mordekhaï Maisel, philanthrope et dirigeant de la communauté juive de Prague († 13 mars 1601).
  - Laurent de Maugiron, comte de Mauléans, dignitaire de la province du Dauphiné († septembre 1588).
  - Miyabe Keijun, moine de la secte tendai du mont Hiei dans l'ouest du Japon († 20 avril 1599).
  - Philothée d'Athènes, bienfaitrice d'Athènes et patronne de cette ville († 19 février 1589).
  - Phùng Khắc Khoan, stratège, politique, diplomate et poète vietnamien († 1613).
  - Gerolamo della Rovere, cardinal italien, archevêque de l'archidiocèse de Turin († 7 février 1592).
  - Sakuma Nobumori, vassal du clan Oda († 18 février 1582).
  - Shō Gen, souverain du royaume de Ryūkyū († 1572).
  - Nicolas de Thou, évêque de Chartres, il célèbre en 1594 le sacre du roi Henri IV en la cathédrale Notre-Dame de Chartres († 5 novembre 1598).
  - Paul Véronèse, peintre maniériste italien († 19 avril 1588).
  - Johann Jakob Wecker, médecin et philosophe allemand († 1585 ou 1586).

- Vers 1528 :
  - Laurent De Cuyper, carme flamand († 29 mars 1594).
  - Gaspard de Bavincourt, moine bénédictin français († 11 février 1576).
  - Wolfgang Krodel, peintre allemand († vers 1561).
  - Pedro Moya de Contreras, prélat et administrateur espagnol († 21 décembre 1591).
  - Germain Pilon, sculpteur français († 3 février 1590).

- 1527 ou 1528 :
  - Luis de León, poète et intellectuel du Siècle d'or espagnol († 23 août 1591).

## Décès en 1528
- 29 février : Patrick Hamilton, prédicateur écossais (° 1504).
- 10 mars : Balthazar Hubmaïer, prêtre allemand, brûlé à Vienne (° vers 1480).
- 1er avril : Francisco de Peñalosa, compositeur espagnol (° 1470).
- 4 mai : Bernhard Strigel, peintre allemand (° vers 1461).
- 6 avril : Albrecht Dürer, peintre et graveur allemand à Nuremberg (° 21 mai 1471).
- 30 juillet : Palma le Vieux, peintre italien (° vers 1480).
- 8 octobre : Domenico Capriolo, peintre italien (° 1494).
- 29 novembre : Rinaldo Jacovetti, sculpteur et peintre italien (° vers 1470).
- Date précise inconnue :
  - Girolamo Bertucci, peintre italien (° ?).
  - Maturino Fiorentino, peintre italien (° 1490).
  - Mathias Grünewald, peintre et ingénieur hydraulique allemand (° vers 1485-1480).
  - Ludovico Mazzolino, peintre italien de l'école de Ferrare (° 1480).
  - Pier Francesco Sacchi, peintre italien (° 1485).
  - Giovanni da Verrazzano, explorateur florentin, tué par des anthropophages lors d’une expédition sur les côtes du Brésil[35]. (° vers 1485).